# Osip Emilyevich Mandelstam
Osip Emilyevich Mandelstam (tiếng Nga: О́сип Эми́льевич Мандельшта́м, 15 tháng 1 năm 1891 – 27 tháng 12 năm 1938) – nhà thơ, nhà văn Nga, một trong những nhà thơ tiêu biểu nhất của trường phái thơ Asmeist (Đỉnh cao), Nga.

## Tiểu sử

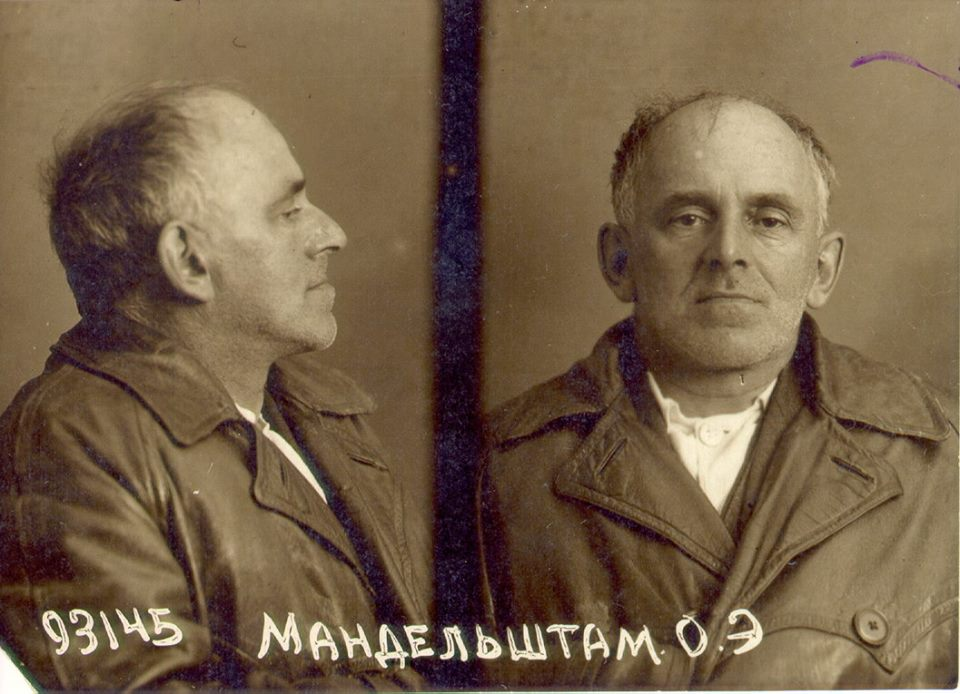
Osip Mandelstam sau khi bị bắt

Osip Mandelstam sinh ở Warszawa, Ba Lan trong một gia đình người Do Thái. Bố là một thương gia nên tuổi nhỏ Mandelstam được sống đầy đủ. Năm 1897 cả gia đình chuyển về Sankt-Peterburg. Từ năm 1900 đến năm 1907 học ở trường trung học Tenishesky, một trong những trường học có xu hướng tiến bộ thời bấy giờ. Từ nhỏ đã tỏ ra ấn tượng với vẻ kiến trúc hài hòa của Sankt-Peterburg qua cuộc sống của cộng đồng Do Thái.
Năm 1908-1910 học ở Đại học Sorbonne và Đại học Heidelberg. Năm 1911 vào học Đại học Sankt-Peterburg và tốt nghiệp năm 1917.
Năm 1923, sau khi tiếp xúc với nhà cách mạng Nguyễn Ái Quốc, Osif Mandelstam đã nhận xét: "... Nguyễn Ái Quốc thấm đượm chất văn hóa – không phải thứ văn hóa châu Âu, có lẽ đấy là nền văn hóa của tương lai...".
Mandelstam bắt đầu sự nghiệp thơ ca như một nhà thơ của phái hình tượng, chịu ảnh hưởng của Sologub và Tyutchev. Cuối năm 1912 tham gia phái Asmeist, kết bạn với Anna Akhmatova, Nicolai Gumilyov, xuất bản tập thơ đầu Камень (Đá, ba ấn bản: 1913, 1916, 1922). Thời kỳ Chiến tranh thế giới thứ nhất và Cách mạng tháng Mười (1916-1920) Mandelstam hoàn thành tập thơ thứ hai Tristia, xuất bản năm 1922, năm 1923 in lại dưới tên Quyển sách thứ hai đề tặng Nazezhda Khazina, vợ của nhà thơ. Những năm 1925-1930 Mandelstam chỉ viết văn, năm 1930 bắt đầu quay lại với thơ.
Tháng 11 năm 1933 ông viết bài thơ Мы живем, под собою не чуя страны... (Ta sống đây mà không cảm thấy đất nước mình...) chỉ trích Stalin nên bị bắt vào trại cải tạo ở Voronezh. Tháng 5 năm 1937 được ra trại Voronezh. Năm sau lại bị bắt đi cải tạo ở vùng Viễn Đông. Mandelstam mất ngày 27 tháng 12 năm 1938 trong trại cải tạo ở Vladivostok.

## Tác phẩm

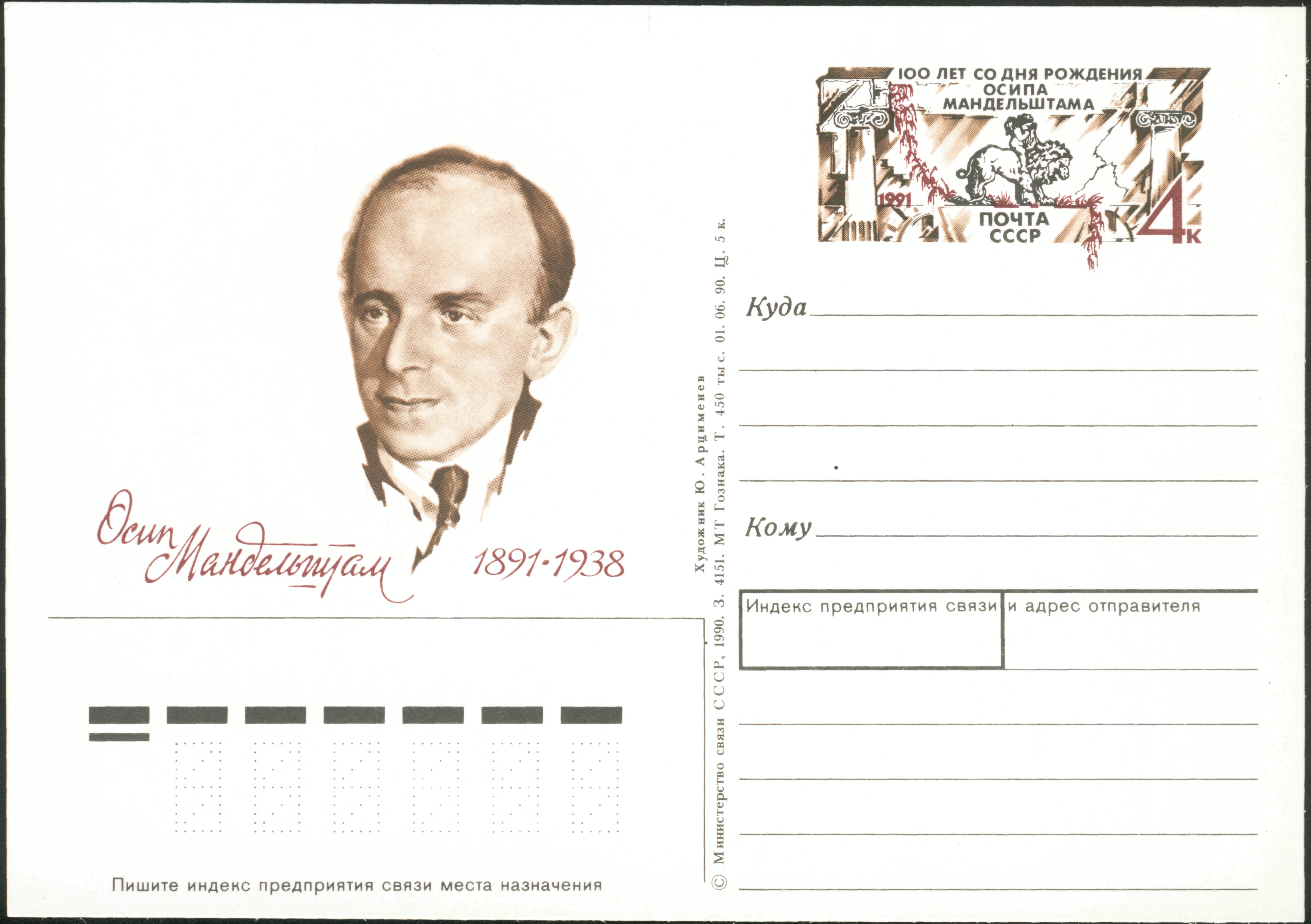
Hình Osip Mandelstam trên bì thư

- Камень (Đá, 1913, 1916, 1922), thơ
- Tristia, 1922, thơ
- Шум времени (Tiếng ồn của thời gian, 1923), văn xuôi
- Египетская марка (Con tem Ai Cập, 1927), văn xuôi
- Стихотворения (Thơ, 1928), thơ
- Слово и культура (Lời nói và văn hóa, 1922), tiểu luận
- О природе слова (Về bản chất của lời nói, 1922), tiểu luận
- Четвертая проза (Văn xuôi thứ bốn, 1930), văn xuôi
- Воронежские тетради (Những ghi chép ở Voronezh, 1935–1937), văn xuôi
- О поэзии (Về thơ ca, 1928), văn xuôi
- Разговор о Данте (Trò chuyện về Dante, 1933), văn xuôi
- Стихи о неизвестном солдате (Thơ về người lính vô danh, 1937), thơ
- Собрание сочинений: в 4 тт (Tuyển tập tác phẩm, 4 tập), tuyển tập

## Một vài bài thơ

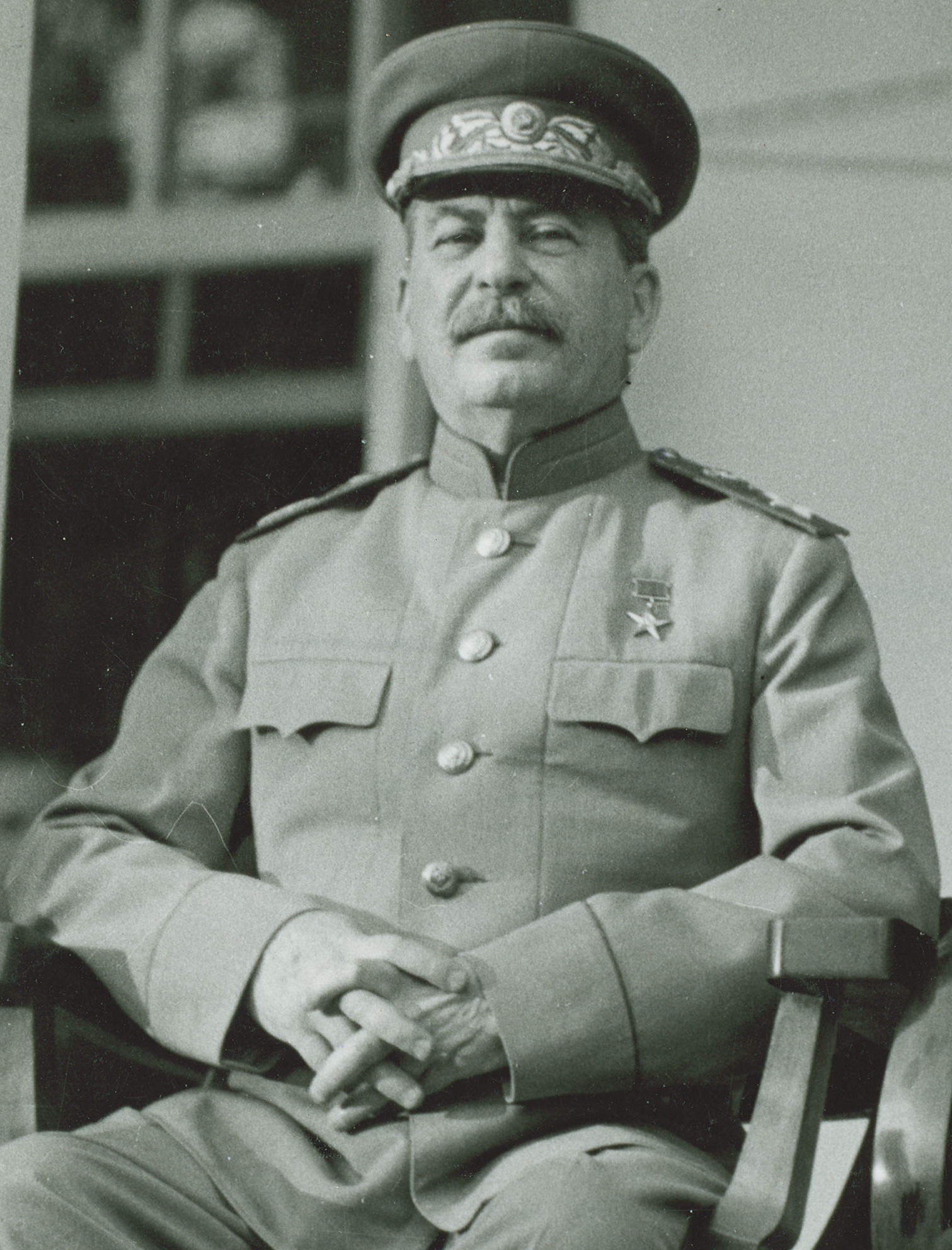
Iosif Stalin

| Мы живём, под собою не чуя страны Мы живём, под собою не чуя страны, Наши речи за десять шагов не слышны, А где хватит на полразговорца, Там припомнят кремлёвского горца. Его толстые пальцы, как черви, жирны, А слова, как пудовые гири, верны, Тараканьи смеются усища, И сияют его голенища. А вокруг него сброд тонкошеих вождей, Он играет услугами полулюдей. Кто свистит, кто мяучит, кто хнычет, Он один лишь бабачит и тычет, Как подкову, кует за указом указ: Кому в пах, кому в лоб, кому в бровь, кому в глаз. Что ни казнь у него - то малина И широкая грудь осетина. Кассандрe Я не искал в цветущие мгновенья Твоих, Кассандра, губ, твоих, Кассандра, глаз, Но в декабре торжественного бденья Воспоминанья мучат нас. И в декабре семнадцатого года Всё потеряли мы, любя; Один ограблен волею народа, Другой ограбил сам себя... Когда-нибудь в столице шалой На скифском празднике, на берегу Невы При звуках омерзительного бала Сорвут платок с прекрасной головы. Но, если эта жизнь — необходимость бреда И корабельный лес — высокие дома,— Я полюбил тебя, безрукая победа И зачумленная зима. На площади с броневиками Я вижу человека — он Волков горящими пугает головнями: Свобода, равенство, закон. Больная, тихая Кассандра, Я больше не могу — зачем Сияло солнце Александра, Сто лет тому назад сияло всем? | Ta sống đây mà không cảm thấy đất nước mình Lời của ta sau mười bước chân không nghe rõ Còn ở nơi bắt đi người đang trò chuyện dở Nơi ấy người ta nhớ kẻ miền rừng ở điện Kremlin. Những ngón tay thô, béo múp như những con trùn Còn lời, giống như những quả cân, chính xác Như những con gián cười hàng ria vểnh ngược Và tỏa ánh hào quang ống bốt dưới bàn chân. Còn xung quanh ông ta là một lũ lưu manh Ông ta chơi những đầy tớ nửa người nửa ngợm. Ai người huýt gió, ai kêu meo meo, ai than vãn Chỉ ông ấy giọng đều đều chỉ xuống chỉ lên Như rèn móng ngựa, ông chiếu chỉ bằng sắc lệnh Ai vào mắt, vào trán, ai vào lông mày, vào bẹn Ai không phải tử hình – quả là sướng như tiên Và bộ ngực rộng của người đàn ông Ô-xê-tin. Gửi Cassandra Anh không đi tìm những khoảnh khắc đầy hoa Bờ môi em, Cassandra, hay ánh mắt Nhưng những đêm không ngủ trong tháng chạp Kỷ niệm xưa vẫn hành hạ hai ta. Năm 1917, trong tháng chạp Ta đã để mất tất cả, trong tình Một người bị ý chí nhân dân cướp bóc Còn người kia tự cướp bóc chính mình… Rồi thủ đô sẽ có một khi nào Trên bờ sông Nê-va, trong ngày lễ Trong tiếng ồn đêm hội rất kinh sợ Ai giật chiếc khăn tuyệt đẹp trên đầu. Nhưng nếu như cuộc đời – cần mê sảng Và một rừng thông – những ngôi nhà cao – Anh đã yêu em, vụng về chiến thắng Và một mùa đông dịch hạch năm nào. Trên quảng trường với những xe bọc thép Anh nhìn ra người ấy – một con người Dọa bệnh than như chó sói dọa người Hô: bình đẳng, tự do và luật pháp. Còn em, Cassandra đớn đau, lặng lẽ Anh đã không còn có thể nữa đâu em Mặt trời Aleksandr có phải từng cháy lên Một trăm năm trước soi cho tất cả? Bản dịch của Nguyễn Viết Thắng |